# Gunilla von Bahr
Gunilla von Bahr (28. juni 1941 i Lund – 5. februar 2013) var en svensk fløjtenist og musikadministrator. Hun var gift med Robert von Bahr i årene 1970-77. Hun genoptog senere sit pigenavn, Palmkvist, men anvendte navnet von Bahr i professionelle sammenhænge.
Gunilla von Bahr var en af Sveriges mest fremgangsrige fløjtenister og har indspillet meget musik, blandt andet soloalbumene Solflöjt 1-4, som indeholder blandet klassisk repertoire. Hun blev i 1991 udnævnt til medlem nr. 872 af Kungliga Musikaliska Akademien.
Hun har været chef for Musik i Kronoberg i Växjö 1988-1989, chef for Malmö Symfoniorkester 1990-1995 samt rektor for Kungliga Musikhögskolan i Stockholm 2000-2006.
Hun var mor til musikeren Carl-Michael Herlöfsson.